# Гай Фабий Пиктор (консул)
Гай Фабий Пиктор (лат. Gaius Fabius Pictor; III век до н. э.) — римский политический деятель и военачальник из патрицианского рода Фабиев, консул 269 года до н. э. Под его командованием римляне завершили завоевание Южной Италии.

## Биография
Гай Фабий принадлежал к одному из самых знатных и влиятельных патрицианских родов Рима, представители которого регулярно занимали высшие должности республики, начиная с 485 года до н. э. Источники Плутарха возводили родословную Фабиев к сыну Геракла и италийской нимфы, утверждая также, что вначале этот род назывался Фодии (от латинского fodere — рыть), поскольку его представители с помощью ям ловили диких зверей. Антиковед Т. Уайзмен назвал это объяснение «достаточно необычным, чтобы быть правдой».
Капитолийские фасты называют преномены отца и деда Гая Фабия — Гай и Марк соответственно. Гай-старший — это предположительно художник, украсивший фресками храм на Квиринале и первым носивший когномен Пиктор.
Коллегой Фабия по консулату стал плебей Квинт Огульний Галл. Консулам пришлось совместно действовать против самнита Лоллия, возглавлявшего сопротивление римскому владычеству в Южной Италии. В конце концов они смогли захватить последнее убежище Лоллия в Бруттии и завершить таким образом завоевание всего юга полуострова. Другими важными событиями этого консульства стали восстание в Пицене, подавленное уже консулами следующего года, и начало чеканки в Риме серебряной монеты с изображением Ромула и Рема.